# Barbara Pompili
Barbara Pompili (født 13. juni 1975) er en grøn fransk politiker fra Parti écologiste (PÉ) (siden 2016) og La République en marche ! (LREM) (siden 2015) samt En Commun (EC) (siden 2020). 
Hun var medlem af De Grønne i 2000 – 2010 og af Europe Écologie Les Verts i 2010 – 2015.

## Medlem af Nationalforsamlingen
Barbara Pompili var medlem af Nationalforsamlingen fra den 20. juni 2012 til den 11. marts 2016 og igen fra 18. juni 2017 til 8. august 2020. Hun repræsenterede den 2. valgkreds i departementet Somme.
Fra 2012 til 2017 eksisterede der for første gang en Økologiske Gruppe i Nationalforsamlingen. Det blev besluttet, at Barbara Pompili og François de Rugy begge to skulle være medformænd. I Nationalforsamlingens forretningsorden var dette dog ikke tilladt. I stedet skiftede de til at være formænd. Dermed blev Barbara Pompili Nationalforsamlingens første kvindelige gruppeformand.   
I september 2018 blev François de Rugy minister. Han havde hidtil været formand for Nationalforsamlingen. Ved denne lejlighed forsøgte Barbara Pompili forgæves at blive valgt som formand for Nationalforsamlingen. 
Barbara Pompili var én af de 52 deputerede fra LREM, der undlod at stemme for den franske ratifikation af CETA (EU' økonomi- og handelsaftale med Canada).

## Medlem af skiftende regeringer
I 2016–2017 var Barbara Pompili statssekretær for biodiversitet i Manuel Vallss og Bernard Cazeneuves regeringer.
Barbara Pompili var én af de første i François Hollandes regeringer, der åbent støttede opstillingen af Macron som kandidat til posten som præsident 
Fra 6. juli 2020 var Barbara Pompili minister for økologisk omstilling i Regeringen Jean Castex.